# Kaïssa
Kaïssa, pseudonyme de Kaïssa Doumbè, née Sylvie Marie-Claude Doumbè Moulongo en 1964 à Yaoundé (Cameroun), est une autrice-compositrice-interprète camerounaise.

## Biographie
Sylvie Marie-Claude Doumbè Moulongo naît en 1964 à Yaoundé, au Cameroun. Elle est la dernière d’une famille de dix enfants, et grandit entourée d’artistes : sa mère est styliste, son oncle Eboa Lotin est chanteur-compositeur, l’une de ses sœurs est danseuse classique, un frère est peintre, un autre guitariste-chanteur, et deux autres sont bassistes.
À 13 ans, elle est envoyée à Paris (France) pour un traitement médical de courte durée, mais s’installe finalement dans la ville à cause de la fréquence de ses visites à l’hôpital. À 16 ans, elle décide de changer de prénom pour Kaïssa,.
Elle s’initie à la musique avec son frère Raymond Doumbè, bassiste et à l’époque chef d'orchestre de Miriam Makeba, et poursuit des études supérieures : après un baccalauréat littéraire, elle suit des études de droit à l’université de Nanterre Paris X. Son père la destine alors à une carrière d’avocate au barreau de Douala. Elle pousse son frère à l’emmener dans des concerts. Un jour, une des choristes de son groupe, Angélique Kidjo, est absente. Il propose alors à Kaïssa de la remplacer. Elle accepte, et participe ainsi à son premier concert,. Elle se découvre une passion pour le chant, et abandonne le droit : « Un jour, j’ai dit à papa : « Le droit, ce sera dans une autre vie. » ». Elle chante ensuite avec La Compagnie créole, puis participe à des séances en studio avec divers artistes avant d’accompagner Charlélie Couture en tournée,.
Elle commence alors à accompagner de nombreux artistes en studio et sur scène, comme Manu Dibango, Cesaria Evora, Jean-Michel Jarre, Miriam Makeba, ou encore Diana Ross. Elle fait partie de la tournée mondiale de Salif Keïta en 1993. Fascinée par la scène de New York lors d’une tournée en 1994, elle décide de s’y installer en 1996, et y monte son groupe quelques mois plus tard. En 2002, son titre Nika Pata Lambo est sélectionnée pour une compilation par le label indépendant Putumayo.
En 2005, elle sort son premier album solo intitulé Looking There. Le chanteur Paul Simon la contacte alors pour participer à Under African Skies, la seconde partie de la rétrospective de sa carrière qu’il organise à la Brooklyn Academy of Music,,. Elle reprend cinq chansons de Paul Simon, accompagnée par ce dernier à la guitare. Elle y rencontre le musicien David Byrne, avec qui elle part en tournée pendant un an pour le Songs of David Byrne and Brian Eno Tour,.

## Discographie
- 2004 : Looking There (Makai Records)| 1.      | Essimo      | 5:31 |
| 2.      | Senga       | 5:34 |
| 3.      | Eyoum       | 3:56 |
| 4.      | O Si Keka   | 7:38 |
| 5.      | Joy         | 5:01 |
| 6.      | Sangwam     | 5:31 |
| 7.      | Big Brother | 5:26 |
| 8.      | Mumi        | 5:07 |
| 9.      | Ombwa       | 5:52 |
| 10.     | To Ndje     | 6:00 |
| 11.     | Alea So     | 5:26 |
| 1:01:02 |             |      |
- 2010 : I’m So Happy (Demon Records)| 1.    | Baka                   | 2:28 |
| 2.    | I’m So Happy           | 4:14 |
| 3.    | Eyala                  | 4:34 |
| 4.    | Lonon                  | 3:37 |
| 5.    | Nengue Dipita          | 5:38 |
| 6.    | Oa                     | 3:20 |
| 7.    | Mandjou                | 1:56 |
| 8.    | Afro Beat              | 4:42 |
| 9.    | Fanta                  | 4:52 |
| 10.   | A Ghetto In The Sahara | 4:50 |
| 11.   | Makala Ma Mbasi        | 3:06 |
| 12.   | Myango                 | 3:32 |
| 13.   | Ntyilo Ntyilo          | 2:45 |
| 14.   | Mamelodie              | 4:22 |
| 53:56 |                        |      |

### Compilations
- 1994 : Wakafrika
- 1995 : Les Artistes africains et le SIDA
- 2002 : Global Soul (Putumayo)
- 2004 : World Reggae (Putumayo)
- 2004 : Women of Africa
- 2007 : Women Of The World Acoustic (Putumayo)| No  | Titre                | Auteur               | Durée |
| --- | -------------------- | -------------------- | ----- |
| 1.  | M’envoyer Des Fleurs | Sandrine Kiberlain   |       |
| 2.  | Grano De Arena       | Marta Topferova      |       |
| 3.  | Sunnyroad            | Emilíana Torrini     |       |
| 4.  | Nao Se Apavore       | Luca Mundaca         |       |
| 5.  | Bida Mariadu         | Lura                 |       |
| 6.  | Sekna                | Mona                 |       |
| 7.  | Luca’ La Louna       | Tamara Obrovac       |       |
| 8.  | Ola Ta Aiskola       | Anastasia Moutsatsou |       |
| 9.  | Paula Ausente        | Marta Gómez          |       |
| 10. | Wa                   | Kaïssa               |       |
| 11. | One Voice            | The Wailin' Jennys   |       |
- 2008 : African Dreamland| No  | Titre               | Auteur                           | Durée |
| --- | ------------------- | -------------------------------- | ----- |
| 1.  | Nomathemba          | Ladysmith Black Mambazo          |       |
| 2.  | Mimi                | Mapumba                          |       |
| 3.  | Lonon               | Kaïssa                           |       |
| 4.  | Douyore             | Famoro Diabaté                   |       |
| 5.  | Agalilala           | Samite                           |       |
| 6.  | USA Cheme           | Chiwoniso Maraire                |       |
| 7.  | Ikope Ye Tollo      | Hijas Del Sol                    |       |
| 8.  | Mali Sadio          | Habib Koité & Bamada             |       |
| 9.  | Salaman             | Toumani Diabaté                  |       |
| 10. | Kula Bebe           | Bernadette Aningi & Anita Daulne |       |
| 11. | Sao Horas De Dormir | Tete Alhinho                     |       |